# Jean Ancot (1776-1848)
Jean Ancot (sr.) (Brugge, 22 oktober 1776- aldaar, 12 juli 1848) was een Vlaams violist.

## Levensloop
Hij was zoon van Jean Ancot en Jeanne Depré. Hij was getrouwd met Françoise De Reus en kreeg met haar een zoon, Jean Ancot (1799-1829). Vervolgens trouwde hij met Colette De Reus en kreeg met haar opnieuw een zoon, Louis Ancot. Beide zonen werden musici. Ook zoon Joseph Ancot was 'professeur de musique', maar werd veel minder bekend.
Jean kreeg zijn muzikale opleiding eerst als koorknaap in de Sint-Donaaskathedraal en later bij abbé Cramene (notenleer, viool) en bij Thienpont (orgel). Hij ging van 1799 tot 1804 in de leer in Parijs. Daar waren zijn leermeesters Rodolphe Kreutzer,  Pierre Baillot (viool), Jean-Joseph Rodolphe en Charles-Simon Catel (harmonieleer). Hij werd vervolgens naast uitvoerend muzikant ook viool- en pianoleraar. Hij schreef een aantal composities voor viool en/of piano. Bekend was destijds Air varié en harmonie pour quinze instruments.
Zijn zonen Jean en Louis gingen hem in de dood vooraf. Jean Ancot sr. en Louis zijn begraven op het Brugs kerkhof, onder twee naast elkaar gelegen identieke monumenten.

## Voetnoot
1. ↑  Zowel de geboorte- als de overlijdensdatum en ouders uit de overlijdensakte 1073 uit 1848, gemeente Brugge